# 王羲之故宅
王羲之故宅，即戒珠寺，位于浙江省绍兴市越城区府山街道，蕺山南麓的西街72号、戢山街北端。
晋永嘉元年(307年)，王羲之随家族自琅邪郡临沂（今属山东），迁居会稽郡山阴（今浙江绍兴），居住在蕺山脚下。相传王羲之曾失落宝珠，疑为来访老僧窃珠，致使老僧抑郁羞愤而终。后发现明珠为家中白鹅所吞。王羲之追悔莫及，从此戒绝玩珠之癖，并舍宅为寺，初名安昌寺，唐大中六年（852年）改称戒珠寺。 
戒珠寺历经多次毁坏和重建，目前的山门、大殿和东厢建筑重建于1924年。1961年，王羲之故宅公布为绍兴市文物保护单位 。1983年，戒珠寺重新修缮山门、大殿与寺前墨池，以“王羲之故宅”的名义对外开放，2007年恢复为佛教场所。2009年进行部分扩建。2015年5月9日，群众举报寺内僧人擅自拆除市级文保单位王羲之故宅内的文物建筑，戒珠寺的大雄宝殿。市文物局责令戒珠寺立即停止对王羲之故宅的违法施工行为。2016年5月1日，已恢复为王羲之故宅的戒珠寺正式接待游客。展示王羲之的书法代表作，还原王羲之在绍兴时期的家庭生活。

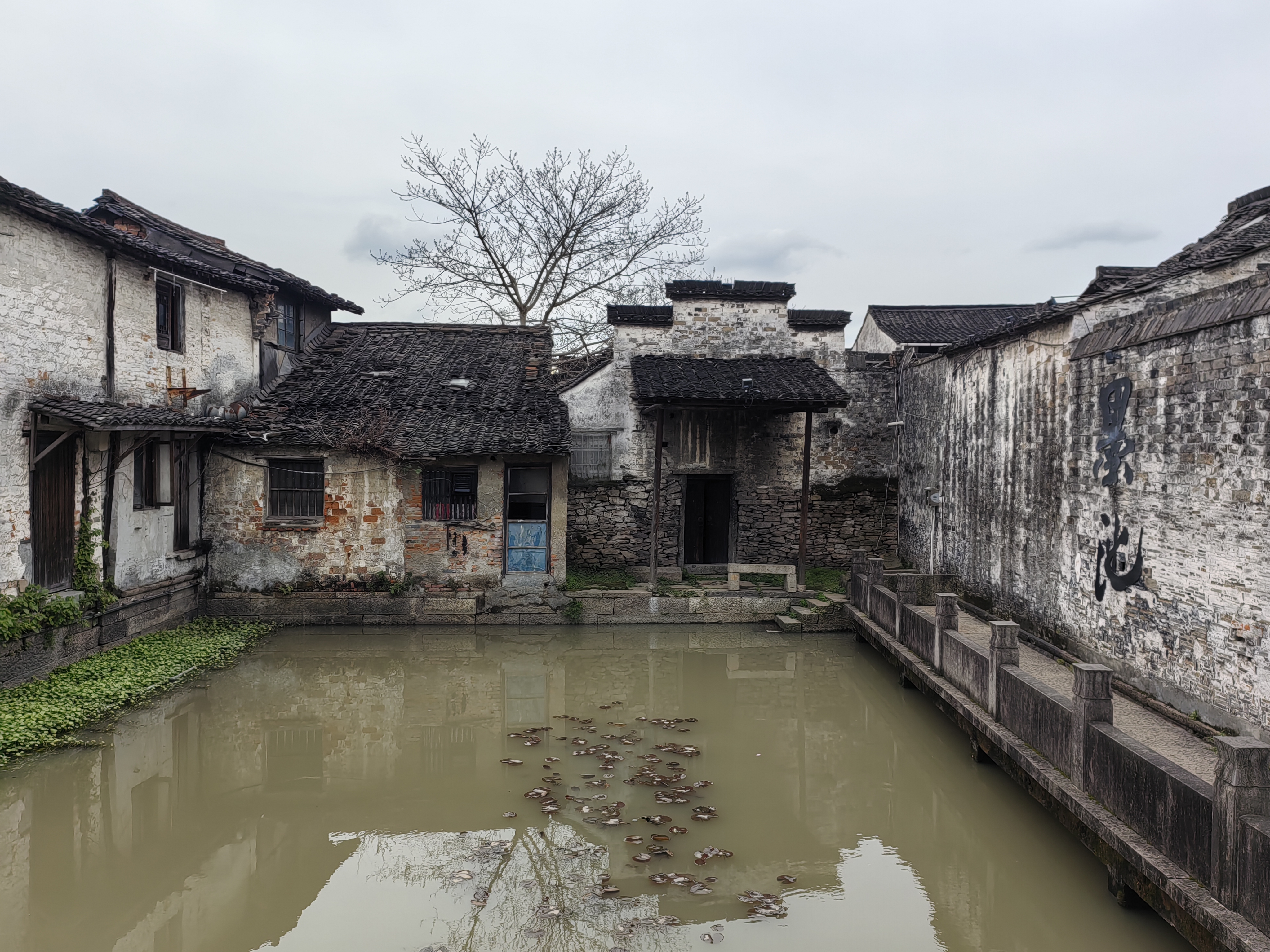
墨池